# Haploblepharus

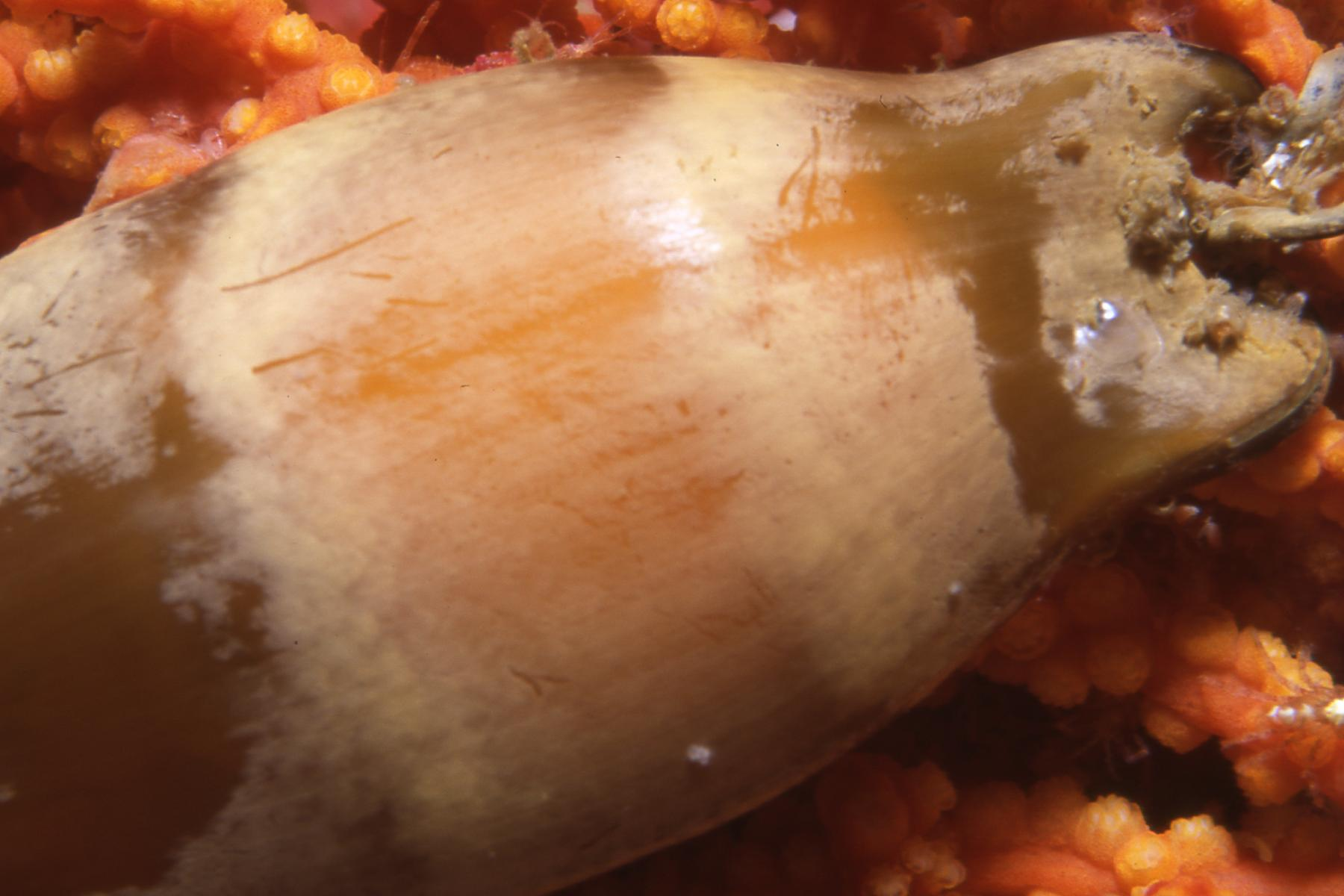
Huevo de Haploblepharus edwardsii

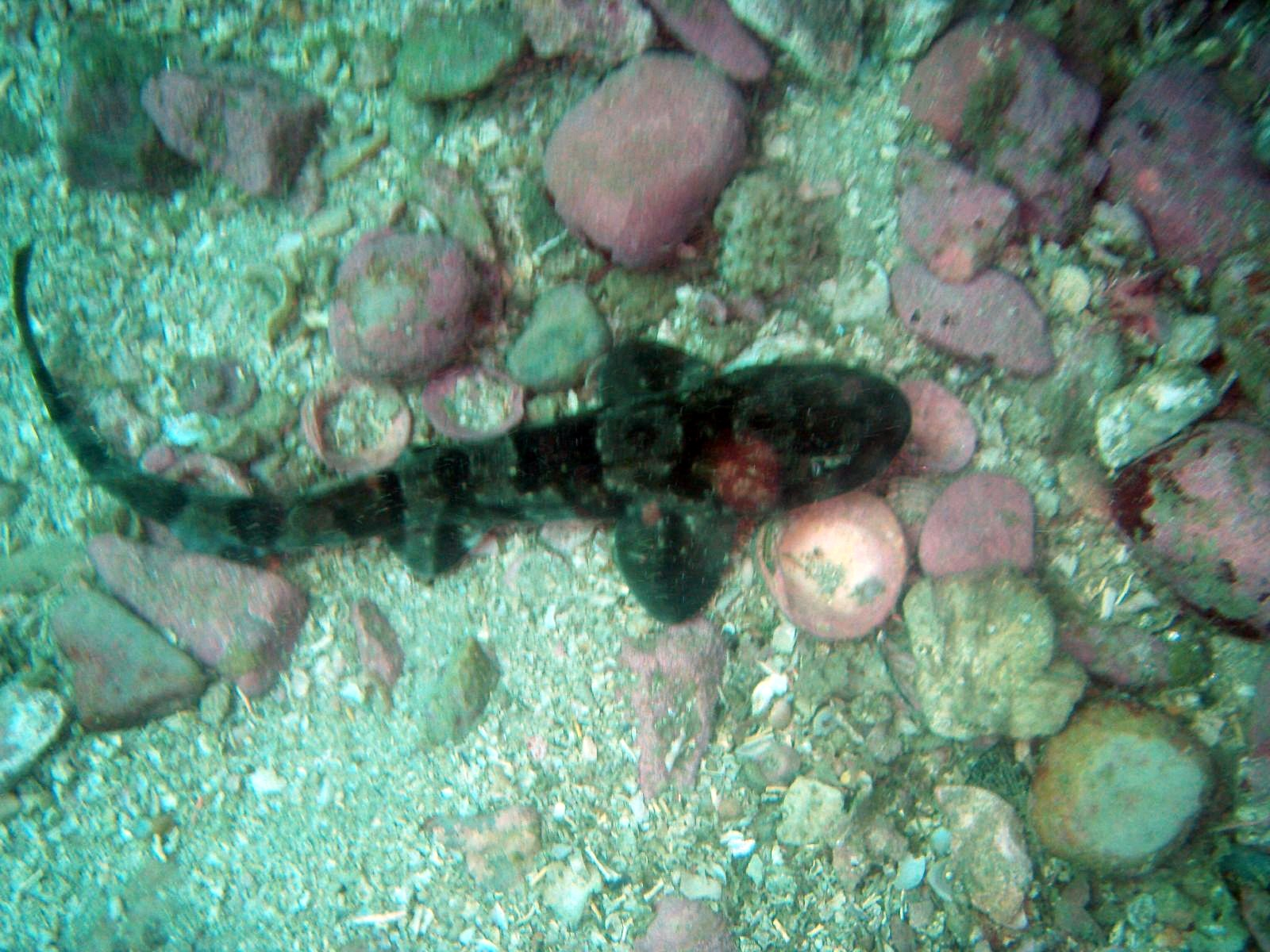
Haploblepharus pictus fotografiado en Sudáfrica.

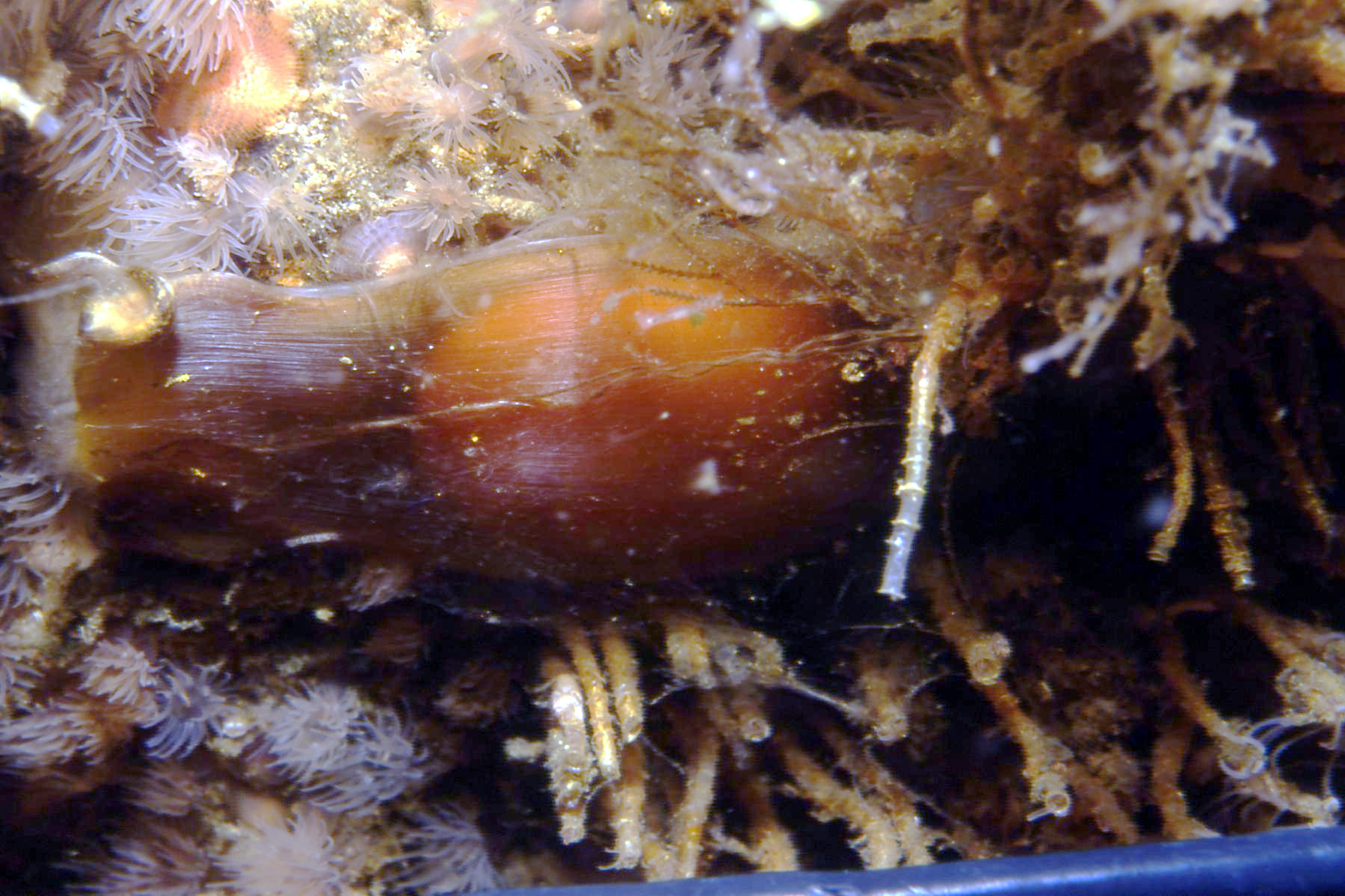
Huevo de Haploblepharus pictus

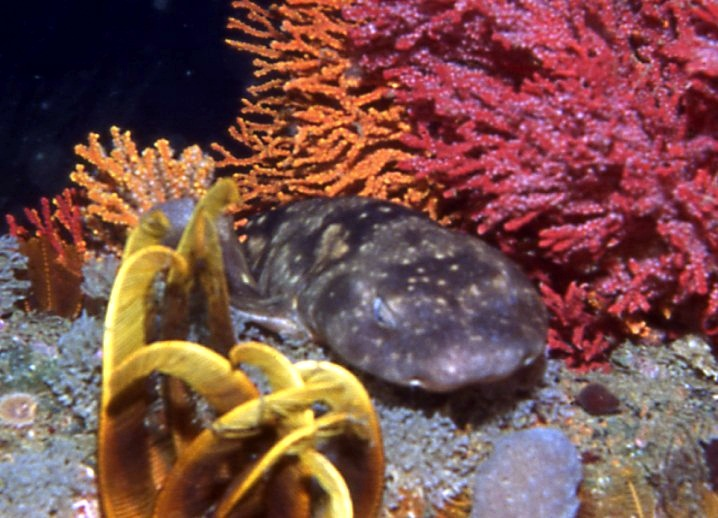
Haploblepharus pictus fotografido en Sudáfrica.

Haploblepharus es un género de tiburones de la familia scyliorhinidae.

## Especies
- Haploblepharus edwardsii (Voigt, 1832)[3]
- Haploblepharus fuscus (Smith, 1950)
- Haploblepharus kistnasamyi (Human & Compagno, 2006)[4]
- Haploblepharus pictus (Müller & Henle, 1838)[5][6][7][8][9][10]